# Ophrys apifera
Ophrys apifera là một loài thực vật có hoa trong họ Lan. Loài này được Huds. mô tả khoa học đầu tiên năm 1762.

## Hình ảnh

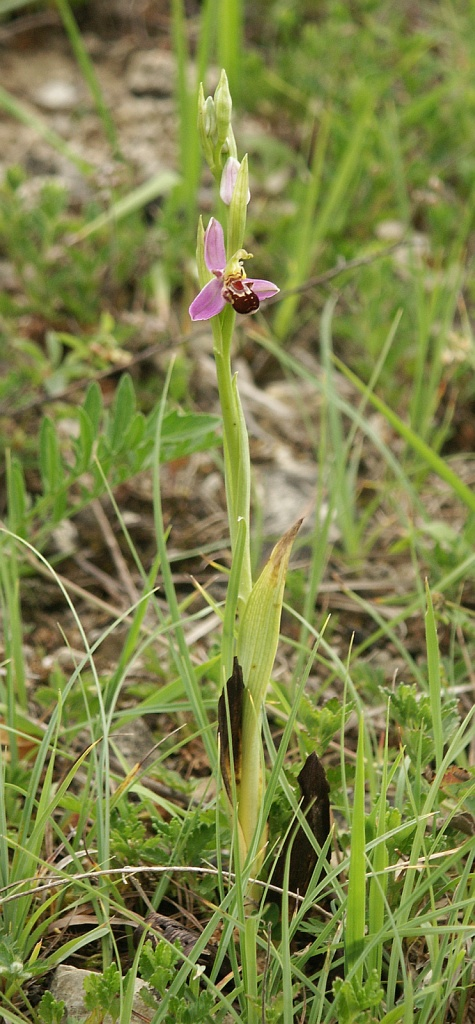
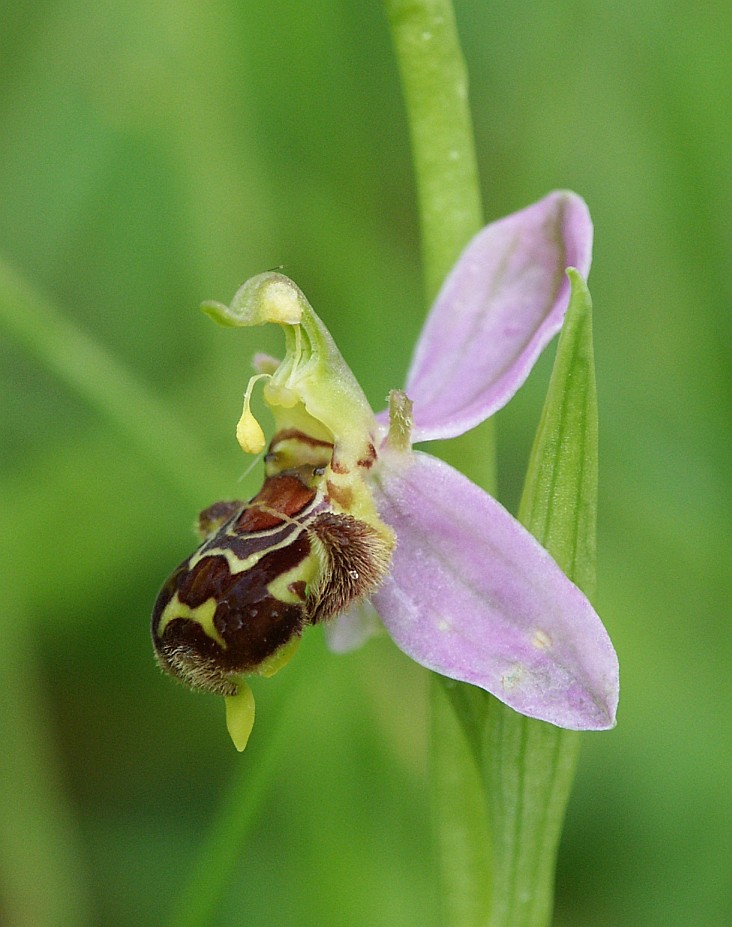
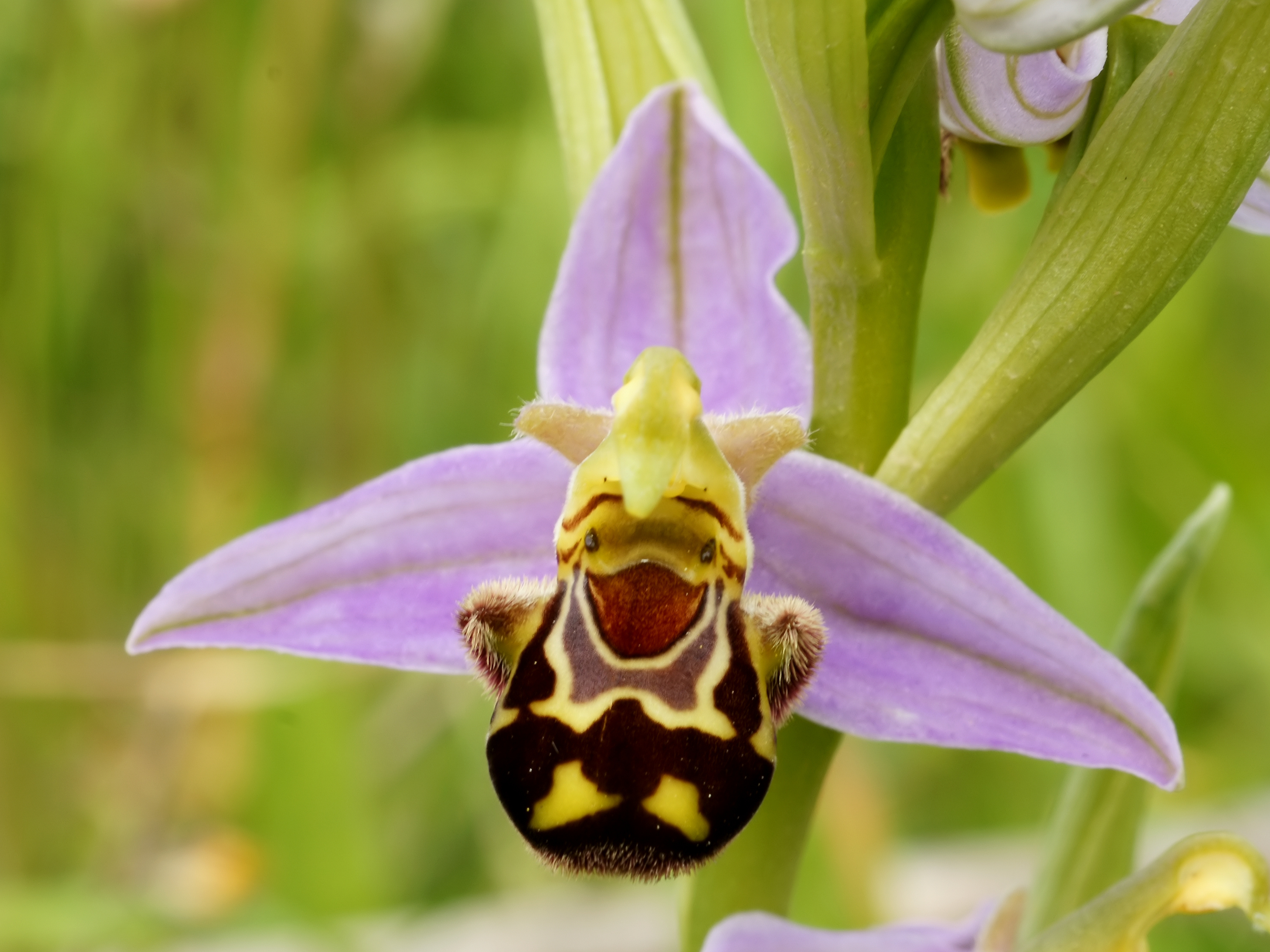
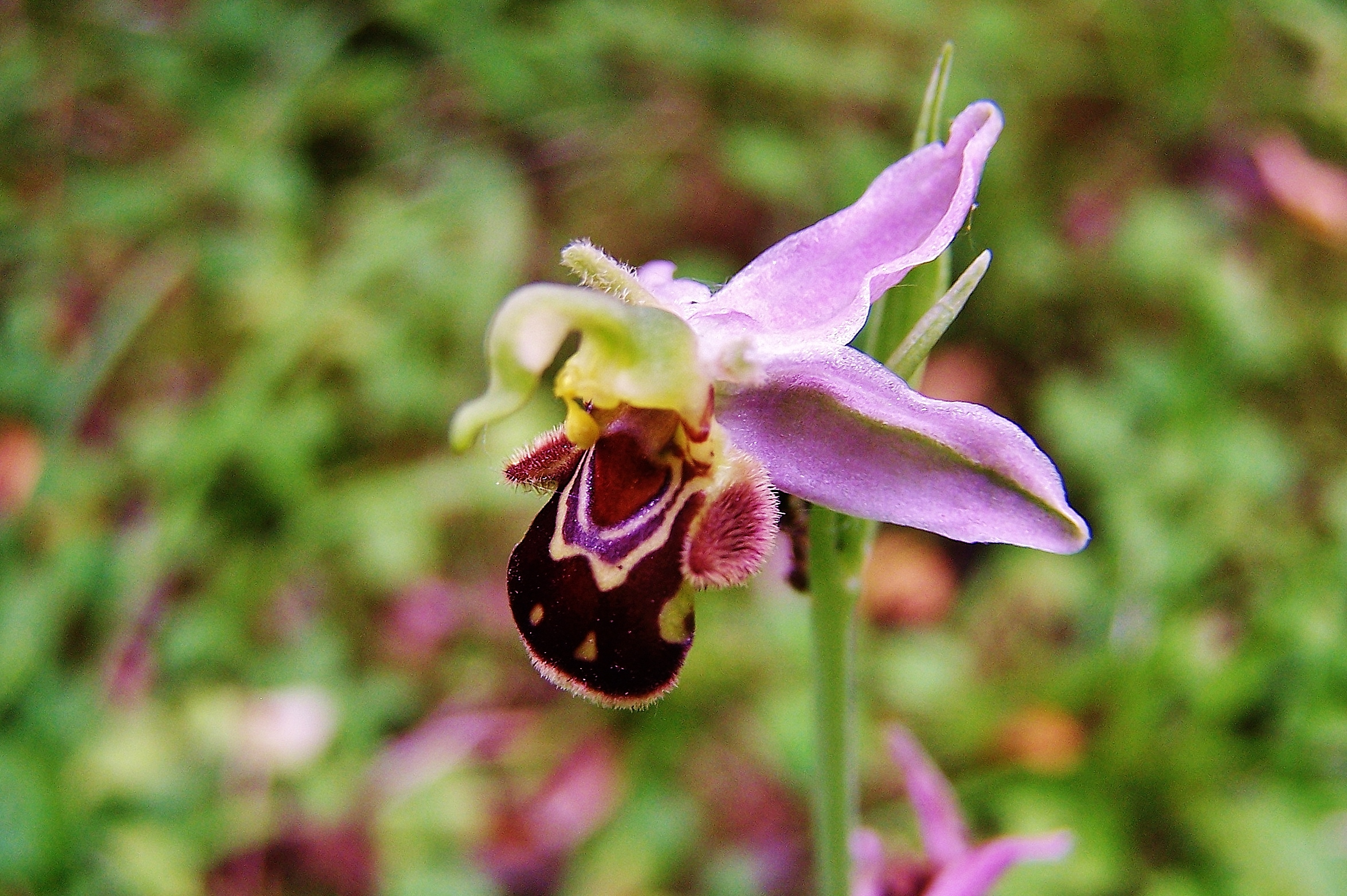